# Ismaïl Moalla
Ismaïl Moalla (ur. 30 stycznia 1990 w Safakisie) – tunezyjski siatkarz, grający na pozycji przyjmującego.

## Sukcesy klubowe
Puchar Tunezji:
- 2009, 2012, 2013

Liga tunezyjska:
- 2009, 2013
- 2012
- 2010

Klubowe Mistrzostwa Afryki:
- 2013
- 2010, 2014

Klubowe Mistrzostwa Krajów Arabskich:
- 2013
- 2011

Puchar Egiptu:
- 2016

Liga turecka:
- 2017

Liga cypryjska:
- 2024[3]

Puchar Cypru:
- 2024[4]

## Sukcesy reprezentacyjne
Mistrzostwa Afryki Kadetów:
- 2006

Mistrzostwa Afryki Juniorów:
- 2008

Mistrzostwa Afryki:
- 2017, 2019, 2021
- 2013, 2015
- 2011

Mistrzostwa Krajów Arabskich:
- 2012

Igrzyska Śródziemnomorskie:
- 2013

## Nagrody indywidualne
- 2010: Najlepszy przyjmujący Klubowych Mistrzostw Afryki
- 2017: MVP Mistrzostw Afryki
- 2019: Najlepszy przyjmujący Mistrzostw Afryki